# Дробен

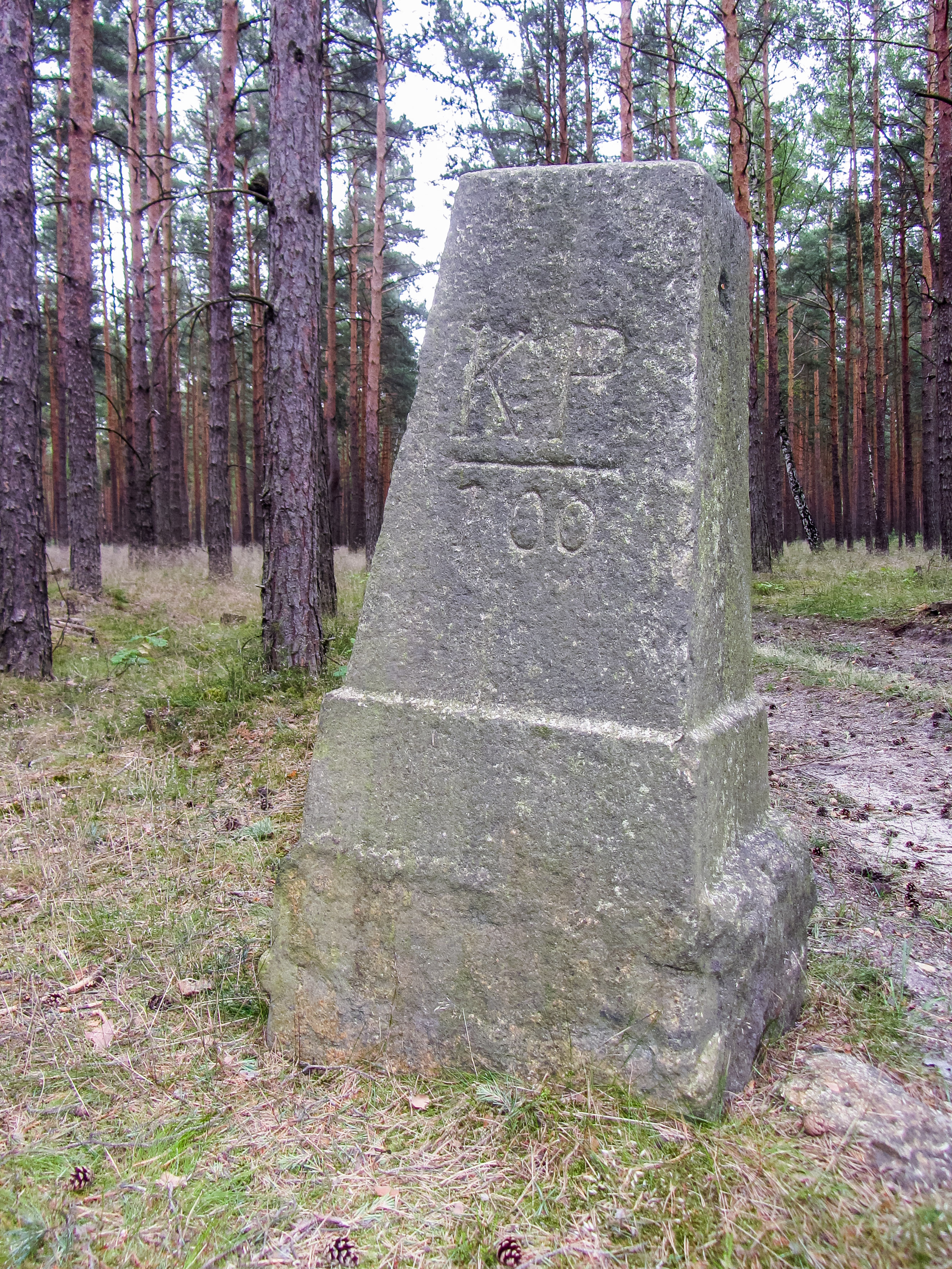
Саксонско-Прусский дорожный ориентир, 1828 год. Памятник культуры и истории земли Саксония

Дро́бен или Дро́бы (нем. Droben; в.-луж. Droby) — деревня в Верхней Лужице, Германия. Входит в состав коммуны Радибор района Баутцен в земле Саксония. Подчиняется административному округу Дрезден.

## География
Располагается поблизости от автомобильной дороги 106 на территории биосферного заповедника Пустоши и пруды Верхней Лужицы. На юге находится деревня Липич.

## История
Впервые упоминается в 1350 году под наименованием Drobe.
С 1936 по 1999 года входила в состав коммуны Милькель. С 1999 года входит в состав современной коммуны Радибор.
В настоящее время деревня входит в состав культурно-территориальной автономии «Лужицкая поселенческая область», на территории которой действуют законодательные акты земель Саксонии и Бранденбурга, содействующие сохранению лужицких языков и культуры лужичан.
Исторические немецкие наименования:
- Drobe, 1350
- Drobe, 1353
- Draben, 1419
- Draben ,1519
- Droben, 1542

## Население
Официальным языком в населённом пункте, помимо немецкого, является также верхнелужицкий язык.
Согласно статистическому сочинению «Dodawki k statisticy a etnografiji łužickich Serbow» Арношта Муки в 1884 году проживало 128 человек (из них — 124 серболужичанина (97 %)).
| 1834 | 1871 | 1890 | 1910 | 1925 | 2011 | 2016 |
| ---- | ---- | ---- | ---- | ---- | ---- | ---- |
| 108  | 177  | 95   | 93   | 109  | 96   | 95   |

## Достопримечательности
Памятники культуры и истории земли Саксония
- Саксонско-Прусский дорожный указатель, 1828 год (№ 09305606)

## Известные жители и уроженцы
- Бартко, Ян (1821—1900) — лужицкий писатель, поэт, педагог и общественный деятель